# Litura bharatiensis
Litura bharatiensis är en insektsart som beskrevs av Malhotra och Sharma 1977. Litura bharatiensis ingår i släktet Litura och familjen dvärgstritar. Inga underarter finns listade i Catalogue of Life.